# Amharen
De Amharen of Amhara (Amhaars: አማራ) zijn een volk dat hoofdzakelijk woont in de regio (kilil) Amhara, op de centrale hoogvlakte van Ethiopië.

Het gebied der Amharen

Cultureel en politiek spelen zij een belangrijke rol in het land want zij maken ongeveer een kwart van de totale Ethiopische bevolking uit. Het Amhaars is een Semitische taal, en aldus verwant aan het Arabisch en Hebreeuws. Deze taal is de officiële taal van Ethiopië. 
De overgrote meerderheid van de Amharen is aanhanger van de Ethiopisch-orthodoxe Kerk. Een kleine minderheid is Islamitisch.
In Ethiopië wonen ongeveer 23 miljoen Amharen, volgens de meest recente volkstelling van 1994. De Amharen maken ongeveer 30,2% van de bevolking van Ethiopië uit.

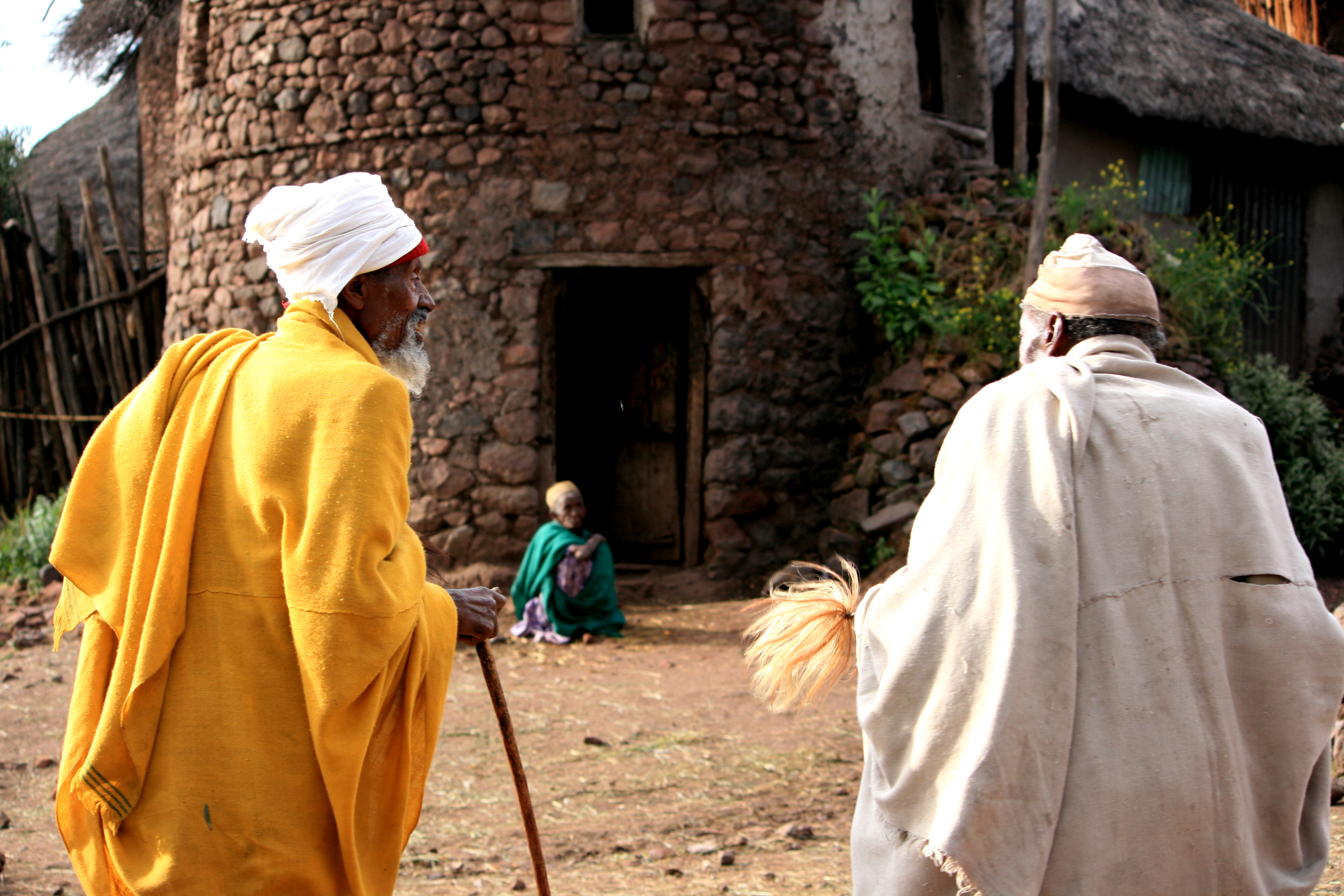
Amhaarse priester en monnik